# Agnes av Meran

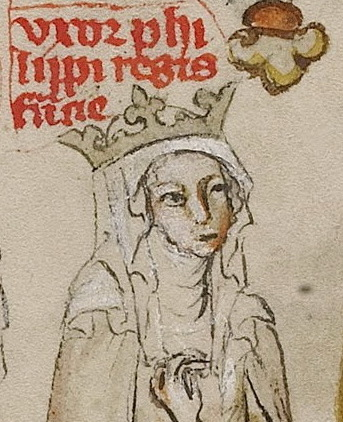
Agnes av Meran

Agnes av Meran, född ca 1180, död 1201, var en fransk drottning, gift 1196 med kung Filip II August av Frankrike. Hon var dotter till hertig Berthold IV av Meran och Agnes av Rochlitz. 
Inte mycket är känt om henne, förutom det stora inflytande hon tycks ha utövat på Filip. Hon beskrivs som en stor skönhet. Filips skilsmässa från sin första maka hade inte godkänts av kyrkan vid hans giftermål med Agnes, och parets äktenskap förklarades därför ogiltigt. 
År 1200 tvingades paret separera och Agnes lämnade hovet och flyttade till slottet Poissy. Hon avled i barnsäng.
Hon är föremål för François Ponsards tragedi "Agnès de Meranie".   